# Mercurius Civicus

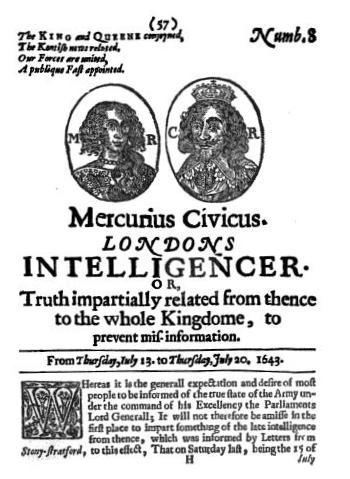
Bìa trước của tờ Mercius Civius số 8, 13–20 tháng 7 năm 1643.

Mercurius Civicus: Londons Intelligencer, or, Truth impartially related from thence to the whole Kingdome to prevent mis-information (tiếng Latinh: "The City Mercury") là tờ tuần báo viết về cuộc Nội chiến Anh, xuất hiện vào các ngày thứ Năm từ ngày 4 tháng 5 năm 1643 đến ngày 10 tháng 12 năm 1646 được John Wright và Thomas Bates xuất bản. Ấn phẩm này lên tiếng ủng hộ chính nghĩa của phe Roundhead (Nghị viện).
Được xuất bản ở Luân Đôn, mỗi số của tờ Mercurius Civicus bao gồm một tờ giấy quarto được gấp lại để tạo thành bốn lá và có giá một xu. Bắt đầu với số thứ ba, trang đầu thường được minh họa bằng một hoặc hai bức tranh khắc gỗ, thường là chân dung của một số nhà lãnh đạo chính trị hoặc quân sự (mặc dù cùng một đường cắt thường được sử dụng cho những người khác nhau), khiến nó trở thành tạp chí minh họa đầu tiên. Nó được coi là "tờ báo thành phố lớn đầu tiên".

## Lịch sử
Nghị viện đã thông qua một sắc lệnh vào ngày 14 tháng 6 năm 1643 yêu cầu tất cả các tập sách nhỏ tin tức phải được nhập vào Cơ quan Đăng ký Ấn phẩm, sau đó Mercurius Civicus tạm ngừng xuất bản trong một tháng sau khi số thứ sáu xuất hiện vào ngày 16 tháng 6. Nó được tiếp tục xuất bản một tháng sau đó vào ngày 13 tháng 7. Vào cuối năm đó, Wright chuyển dần sự quan tâm của mình cho cậu con trai tên John Wright, Jr., sau đó xuất hiện ấn hiệu "Thomas Bates và J.W.J." cho đến vài tháng trước khi ngừng xuất bản, khi chỉ tìm thấy mỗi cái tên của Bates.
Tác giả của Mercurius Civicus chỉ được nhận dạng bằng tên viết tắt của ông là R. C., thế nhưng Joseph George Muddiman đã xác định người biên tập là Richard Collings, điều này đã được Joseph Frank xác nhận bằng cách sử dụng các dòng tít có vần điệu trên trang tiêu đề và một bàn tay để chỉ ra các mục quan trọng. Collings cũng là tác giả của tờ The Kingdomes Weekly Intelligencer: sent abroad to prevent mis-information, xuất hiện vào các ngày thứ Ba từ tháng 1 năm 1643 đến tháng 10 năm 1649, và tờ The Weekly Intelligencer of the Commonwealth, phát hành từ ngày 23 tháng 7 năm 1650 đến ngày 25 tháng 9 năm 1655 và từ tháng 5 đến tháng 12 năm 1659.
Với sự kết thúc của Nội chiến và việc giải ngũ một phần của Quân đội Nghị viện, nhiều tờ báo đã ngừng xuất bản. Nội dung của Mercurius Civicus bị ảnh hưởng và nó bị giảm xuống mức sử dụng lại cùng một bản sao với tờ The Kingdomes Weekly Intelligencer vào cuối năm 1646. Trong số ra ngày 5 tháng 11, một bài xã luận xuất hiện ám chỉ rằng tác giả từng bị đe dọa nếu tiếp tục xuất bản, và tờ báo đã đình bản một tháng sau đó.

## Sao chép và tôn kính thời hiện đại
Năm 2013, một nhà xuất bản lịch sử người Anh đã chép lại và tái bản tất cả các số của Mercurius Civicus từ năm 1643. Năm 2015, The Lady's Realm đã khôi phục lại cái tên Mercurius Civicus như một phần bổ sung đặc biệt dành cho tin tức trên mạng.